# Walter Kent
Walter Kent (* 29. November 1911 in New York City; † 2. März 1994 in Woodland Hills, Los Angeles, eigentlich: Walter Maurice Kaufman) war ein US-amerikanischer Komponist.

## Leben
Walter Kent wuchs in einem jüdischen Haushalt auf und genoss eine umfangreiche Bildung. So wurde er sowohl in Architektur, als auch in Musik geschult. Er besuchte die Townsend Harris Hall, die Juilliard School als Stipendiat sowie das City College. Außerdem hatte er Privatstunden bei Leopold Auer und Samuel Gardner. Er arbeitete zunächst als Architekt, begann jedoch schon bald im Musikbusiness Fuß zu fassen. Sein erster großer Hit war Pu-leeze, Mr Hemingway (1932). In New York hatte er sein eigenes Orchester, das im Fernsehen und Radio auftrat. Ab 1937 begann er Songs für Filme zu schreiben, vor allem für Western. 1943 kam er als Architekt nach Hollywood, schrieb jedoch weiter Musik zu diversen Filmen und Theateraufführungen. Er beteiligte sich mit drei Kompositionen an Walt Disneys Zeichentrickfilm Musik, Tanz und Rhythmus (1948). Weitere Filme mit seiner Musik waren Manhattan Merry-Go-Round (1937), Hitchhike to Happiness (1945), Senorita from the West (1943) und Double Trouble.
Kent wurde zweimal für den Oscar nominiert: 1945 für Too Much in Love in Song of the Open Road sowie 1946 für Endlessly in Earl Carroll Vanities. Beide Male wurde er zusammen mit Kim Gannon nominiert. Mit Gannon schrieb er auch die Songs für das komödiantische Musikdrama Hitchhike to Happiness.
Seine wohl bekanntesten Stücke sind der Weihnachtshit I’ll Be Home for Christmas, bekannt durch die Version von Bing Crosby sowie der Kriegsschlager (There’ll Be Bluebirds Over) The White Cliffs of Dover, der in der bekanntesten Version von Vera Lynn gesungen wurde. Ein Flop wurde das Broadway-Musical Seventeen (1951), zu dem er mit Gannon die Musik komponierte und das gerade mal ein halbes Jahr lief. 1950 hatte er zwei weitere Hits mit I’m Gonna Live Till I Die für Frankie Laine (und später Frank Sinatra) sowie You’re Always in My Dreams für die frühe Doo-Wop-Gruppe The Ravens.

## Songs (Auswahl)
- 1932: Pu-Leeze Mister Hemingway (Guy Lombardo)
- 1941: (There’ll Be Bluebirds Over) The White Cliffs of Dover (Glenn Miller)
- 1943: I’ll Be Home for Christmas (Bing Crosby)
- 1944: Too Much in Love (Frank Sinatra)
- 1945: Endlessly
- 1946: Musik, Tanz und Rhythmus (drei Lieder für die Episode Johnny Appleseed)
- 1950: I’m Gonna Live Till I Die (Frankie Laine)
- 1950: You’re Always in My Dreams (The Ravens)